# Jaime Rosales
Jaime Rosales, född 1970 i Barcelona, är en spansk regissör, manusförfattare och filmproducent.
Han tillbringade tre år på Kuba där han studerade film på Escuela Internacional de Cine y Televisión i Havanna, och senare på Australian Film Television and Radio School (AFTRS) i Sydney (Australien).
Han blev för filmen La soledad tilldelad två Goya i kategorierna Bästa regi och Bästa film.

## Filmografi
Regissör och manusförfattare:
- 2003: Las horas del día
- 2007: La soledad

Producent:
- 2003: Las horas del día (regi: Jaime Rosales)
- 2003: Un instante en la vida ajena (regi: José Luis López-Linares)
- 2006: La linea recta (regi: José María de Orbe)
- 2007: La soledad (regi: Jaime Rosales)
- 2008: El árbol (regi: Carlos Serrano Azcona)